# Гоглу
Гоглу (Dolichonyx oryzivorus) — вид горобцеподібних птахів родини трупіалових (Icteridae).

## Поширення
Птах розмножується в Північній Америці від південної Канади до Пенсильванії, Колорадо та Каліфорнії. На зимівлю вони мігрують до Південної Америки (південно-центральної Бразилії, північної Аргентини, східної Болівії та Парагваю). Зрідка залітає до Західної Європи. Населяє прерії та інші відкриті території, густо вкриті травою. Також гніздиться на сільськогосподарських полях.

## Опис
Довжина тіла 16–18 см. Самці в середньому важать 47 г, самиці — 37,1 г. Дорослі самці чорні з кремовою шапочкою і білою спиною. Доросла самиця має маскувальне, смугасте світло-коричневе оперення.